# Осада Константинополя (715)
Осада Константинополя — осада в 715 году столицы Византийской империи восставшими войсками фемы Опсикий, продолжавшаяся шесть месяцев.
В результате заговора 3 июня 713 года византийский император Филиппик был схвачен и ослеплен, а на следующий день императором был провозглашён один из чиновников, грамматик Артемий под именем Анастасия II. Правление Анастасия было попыткой константинопольской столичной сановной знати и правоверного (то есть не сочувствующего монофелитству) духовенства взять власть в свои руки. Однако такой поворот в политике вызвал длительную и тяжелую гражданскую войну. 
Войско фемы Опсикий, сконцентрированное на острове Родос для войны с арабами, начало восстание и провозгласило императором сборщика податей незнатного происхождения (απραγμονα τε χαι ιδιωτην) Феодосия III. Фемное войско переправилось на материк и подошло к Константинополю. В это время император Анастасий был в Никее, где собирал войска. Многочисленный флот восставших и фемные отряды осадили столицу: «овладели большею частью малых и великих торговых кораблей, с суши и с моря вторглись в Хрисополис». 
Городская знать организовала отчаянное сопротивление. «Городской флот стоял в пристани святого Маманта и оба флота почти ежедневно дрались в продолжении шести месяцев». Наконец, в конце августа 715 года, войска Опсикия и «готогреки» «по случившейся измене в вороты одностенные во Влахернах возмутители овладели городом». Столица подверглась ужасающему разгрому и грабежу. Император Анастасий, находившийся в Никее, отказался от престола, принял монашеский постриг и удалился в Фессалонику. 
Константинопольская знать потеряла свою власть, но на этом борьба не закончилась: началось соперничество между войсками Опсикия, с одной стороны, и войсками фем Анатолик и Армениак, с другой. Во главе Анатолийской фемы стоял Лев, прозванный Исавром, будущий император Лев III. 